# Pierre Phelipon
Pierre Phelipon (Párizs, 1935. február 5. –) francia labdarúgóhátvéd, edző.

## Pályafutása

### Játékosként
1957-ig az RC Paris, 1957–58-ban a Stade Français, 1958–59-ben a Grenoble, 1959 és 1966 között a Rouen, 1966 és 1969 között az Angoulême, 1969 és 1971 között a Stade Saint-Germain illetve a Paris SG labdarúgója volt.

### Edzőként
1968–69-ben az Angoulême, 1969 és 1972 között a Stade Saint-Germain illetve Paris SG csapatainál játékosedzőként kezdte edzői pályafutását. 1972 és 1974 között a Bordeaux, 1974 és 1976 között a Cambrai, 1976 és 1981 között a Tours, 1981–82-ben a Châlons-sur-Marne, 1982 és 1985 között illetve 1991–92-ben a Reims vezetőedzője volt.